# Paramomitrion paradoxum
Paramomitrion paradoxum är en bladmossart som beskrevs av Rudolf Mathias Schuster. Paramomitrion paradoxum ingår i släktet Paramomitrion och familjen Gymnomitriaceae.
Artens utbredningsområde är Venezuela. Inga underarter finns listade i Catalogue of Life.